# Sojkovec rezavouchý
Sojkovec rezavouchý (Garrulax castanotis) je sojkovec obývající submontánní stálezelené lesy v Číně, Laosu a Vietnamu.

## Popis
Poměrně velký (až 30 cm) sojkovec. Zbarvení je břidlicově šedé, které je v kontrastu s nápadnou oranžovou příušní skvrnou.

## Taxonomie
Tento druh vytváří dva poddruhy: G. castanotis castanotis (Ogilvie—Grant, 18199) a G. castanotis varennei (Delacour, 1926).

## Ekologie
Sdružuje se do středně velkých hejn, nezřídka i se zástupci jiných druhů. Pohybuje se převážně na zemi nebo v nízkém porostu, kde sbírá potravu.

## Chov
V zoologických zahradách není téměř k vidění. Z evropských zoologických zahrad se s ním můžete setkat pouze v Zoo Praha. V roce 2012 se je podařilo poprvé na světě odchovat a od té doby svůj úspěch chovatelé ze Zoo Praha několikrát zopakovali.